# أوكي كي.أو.! ليتس بلاي هيروز
أوكي كي.أو.! ليتس بلاي هيروز (بالإنجليزية:OK K.O.! Let's Play Heroes)، هي لعبة فيديو من نوع بيتم آب، تم إنتاجه من قبل شركة كابي بارا غيمز ونشرها شركة كرتون نتورك، صدرت اللعبة يوم 23 يناير 2018، وتعمل لمنصات بلاي ستيشن 4، مايكروسوفت ويندوز وإكس بوكس ون.

## الموقع الخارجي
- أوكي كي.أو.! ليتس بلاي هيروز على موقع IMDb (الإنجليزية)